# همت مصطفى
همت مصطفى (1927 - 14 ديسمبر 1995)، إعلامية مصرية من جيل الرواد. تعتبر أول مذيعة تظهر على شاشة التلفزيون المصري وتقرأ نشرات الأخبار

## حياتها
ولدت في مدينة ميت غمر في 1927، تخرجت من كلية الاداب قسم تاريخ في جامعة القاهرة عام 1950، تزوجت من أحد ضباط المخابرات المصرية

## مشوارها المهني
بدايتها كانت من خلال الإذاعة عام 1951 كمذيعة للبرامج العربية. قام باكتشافها الإذاعي حسني الحديدي هو أستاذها واهتمت بالبرامج السياسية لفترات طويلة.
اختيرت ضمن أول الإعلاميين للعمل بالتليفزيون عند تأسيسه في عام 1960م. كانت أول مذيعة يشاهدها الناس على الشاشة وأول من قرأ نشرة الأخبار في التلفزيون المصري.
قدمت العديد من البرامج منها خللي بالك وعلى شط النيل وبرنامج المسابقات 3*3، قامت بتغطية موسم الحج لعام 1964 وحفل أضواء المدينة فس دمشق، عينت مشرفةً على القناة الثانية مع بداية عملها بالتلفزيون. شغلت منصب رئيسة التلفزيون من مايو 1980م إلى نهاية 1980م.

### مقابلتها للرئيس السادات
انفردت بمقابلة الرئيس الراحل محمد أنور السادات في برامج مباشرة للجمهور المصري من بلدته ميت أبو الكوم بمحافظة المنوفية في مناسبات مختلفه أشهرها عيد ميلاده. وكان اللقاء الأشهر يوم 24 ديسمبر عام 1978 لشغف الرئيس الراحل وهوسه بالإعلام وإجراء الحوارات التليفزيونية، ولا سيما التي يظهر فيها بالجلباب والعباءة، واشتهرت تلك اللقاءات أيضا بمقولة «همت يا بنتى» التي كان السادات يرددها للإعلامية أثناء اللقاء وأشيع عن علاقة تجمعهما بعد وفاته
عام 1993 شغلت منصب مديرة البث في شبكة راديو وتلفزيون العرب في إيطاليا ودربت العديد من المذيعات مثل جومانا بو عيد وإيمان عز الدين

### تجسيد دورها في السينما
جسدت الفنانة إسعاد يونس دورها في فيلم أيام السادات.

## وفاتها
توفيت في 14 ديسمبر 1995.